# اسکوبی مالون (فیلم)
اسکوبی مالون (انگلیسی: Scobie Malone) یک فیلم معمایی اِروتیک استرالیایی است که در سال ۱۹۷۵ منتشر شد. از بازیگران آن می‌توان به جک تامپسون اشاره کرد.